# Karl Heinrich Rau

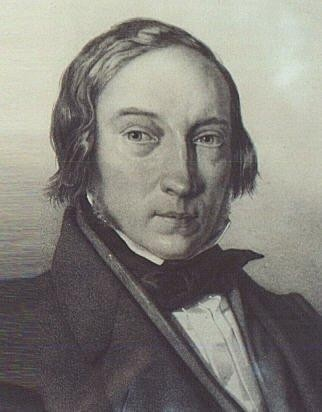
Karl Heinrich Rau en 1830

Karl Heinrich Rau (23 de noviembre de 1792 - 18 de marzo de 1870) fue un economista político  alemán.

## Vida

### Carrera temprana
Rau nació en Erlangen, Baviera. Estudió de 1808 a 1812 en la Universidad de Erlangen, donde posteriormente permaneció como Privatdozent. En 1814 obtuvo el premio ofrecido por la academia de Göttingen por el mejor tratamiento de la cuestión de cómo se podría eliminar la desventaja derivada de la abolición de los gremios comerciales. Sus memorias, muy ampliadas, se publicaron en 1816 con el título "Über das Zunftwesen und die Folgen seiner Aufhebung". En el mismo año apareció su "Primae lineae historiae politices".

### Docencia e investigación
En 1818 se convirtió en profesor en Erlangen. En 1822 fue llamado a la cátedra de economía política en Heidelberg donde pasó el resto de su vida, principalmente, en la docencia y la investigación. Sin embargo, tomó parte en los asuntos públicos: en 1837 fue nombrado miembro de la primera cámara del Ducado de Baden, Alemania, y en 1851 fue uno de los comisionados enviados a Inglaterra por parte del Zollverein para estudiar la exposición Industrial. Un resultado de esta misión fue su relato de los implementos agrícolas exhibidos en Londres ("Die landwirthschaftlichen Geräthe der Londoner Ausstellung", 1853). Fue elegido miembro correspondiente del Instituto Francés en 1856. Murió en Heidelberg el 18 de marzo de 1870.

## Trabajo
Su obra principal es "Lehrbuch der politischen Ökonomie" (1826-1837), una enciclopedia del conocimiento económico de su tiempo, escrita con una visión especial de la guía de hombres prácticos. Los tres volúmenes se ocupan respectivamente de (1) la economía política, propiamente dicha, o la teoría de la riqueza, (2) la ciencia administrativa ("Volkswirthschaftspolitik") y (3) las finanzas. Los dos últimos reconoce la admisión de variaciones de acuerdo con las circunstancias especiales de los diferentes países, mientras que el primero es más parecido a las ciencias exactas, y es en muchos aspectos susceptible de ser tratado, o al menos ilustrado, matemáticamente. En economía, adopta la posición general de Adam Smith y  Say, pero conserva una tendencia a defender la extensión de las funciones económicas del estado.
La triple división de esta obra marca su estrecha relación con los escritores cameralistas alemanes más antiguos, cuyas obras conocía familiarmente. Es una consecuencia en parte de su conformidad con su método y su atención a las aplicaciones administrativas que su tratado se encontró peculiarmente adaptado para el uso de la clase oficial y mantuvo durante mucho tiempo su posición como su libro de texto especial. Él fue el profesor de economía, dice Roscher, de los estados centrales bien gobernados de Alemania desde 1815 hasta 1848. El libro pasó por muchas ediciones; en el de 1870 de Adolf Wagner se transformó en un nuevo libro.
En la primera parte de su vida científica, Rau tendió fuertemente hacia el punto de vista relativo y un método histórico en economía, pero nunca se unió a la escuela histórica de economía. Al final, ocupó una posición un tanto indeterminada con respecto a esa escuela; subordinó la investigación histórica a los intereses prácticos inmediatos, y la política se movió en la dirección de limitar en lugar de ampliar la esfera de la acción estatal. Sus méritos generales son la minuciosidad en el trato, la precisión de la declaración y el equilibrio de juicio; muestra mucha laboriosidad en la recopilación y habilidad en la utilización de datos estadísticos; y su exposición es ordenada y clara.

## Otras publicaciones
Además de las publicaciones ya mencionadas, fue autor de las siguientes: "Ansichten der Volkswirthschaft", 1821; «Malthus und Say über die Ursachen der jetzigen Handelsstockung», 1821; "Grundriss der Kameralwissenschaft oder Wirthschaftslehre", 1823; «Über die Kameralwissenschaft, Entwickelung ihres Wesens und ihrer Theile», 1825; «Über die Landwirthschaft der Rheinpfalz», 1830; y  Geschichte des Pfluges , 1845.
Rau fue fundado en 1834 el Polizeiwissenschaft, en el que escribió una serie de artículos, posteriormente publicados en forma separada: entre ellos se pueden nombrar los de la deuda de Baden, sobre la adhesión de Baden al Zollverein, sobre la crisis del Zollverein en el verano de 1852, sobre los bancos estadounidenses, sobre la ley de pobres inglesa, sobre el sistema nacional de List de economía política y sobre el tamaño mínimo de una propiedad campesina.